# Filosofia continental
Filosofia continental és un terme que engloba diversos moviments filosòfics europeus dels segles XIX i XX. Específic del món cultural anglosaxó ("continental", aliè, per oposició a "insular" o britànic, propi), és usat pels filòsofs analítics anglosaxons per a agrupar tots aquells corrents filosòfics que es contraposen a la filosofia analítica. Tradicionalment s'ha inclòs en la filosofia continental l'idealisme alemany, la fenomenologia, l'existencialisme, l'hermenèutica, l'estructuralisme, el postestructuralisme, el feminisme, a la teoria crítica de l'Escola de Frankfurt, així com alguns corrents del marxisme.
La divisió entre filosofia analítica i continental no té un origen clar. Segons el filòsof Bertrand Russell, el corrent continental comença a partir dels plantejaments empiristes de John Locke. Altres en marquen el trencament amb l'aparició de la fenomenologia, nascuda de la mà de filòsofs alemanys com Edmund Husserl, Martin Heidegger o Rudolf Carnap, i en contraposició amb el romanticisme. Segons l'autor Simon Critchley, el terme de filosofia continental prové com a reemplaçament a Anglaterra i Nord-amèrica dels termes «existencialisme» i «fenomenologia», com a resultat de pensadors postestructuralistes com Jacques Lacan, Jacques Derrida, Jean-François Lyotard, Gilles Deleuze i Michel Foucault.